# Thurstan
Vous lisez un « bon article » labellisé en 2010.
Thurstan (1070 – 6 février 1140) est un fils de prêtre qui devient archevêque d'York. Il sert les rois d'Angleterre Guillaume II et Henri Ier avant d'être élu archevêque à York en 1114. Une fois élu, sa consécration est reportée durant cinq années au cours desquelles il combat les tentatives de l'archevêque de Cantorbéry de soumettre York à son autorité. Il est finalement consacré par le Pape Calixte II à Reims en 1119, et doit rester sur le continent jusqu'en 1121, lorsqu'il est autorisé à retourner en Angleterre. En tant qu'archevêque, il installe deux nouveaux évêques dans sa province. À la mort d'Henri Ier, Thurstan prend le parti du neveu d'Henri, Étienne de Blois, pour lui succéder au trône. Il a aussi pris une part importante à la défense de la partie nord de l'Angleterre contre les attaques écossaises, en participant à l'organisation des forces anglaises lors de la bataille de l'Étendard. Peu de temps avant sa mort, Thurstan démissionne de sa fonction et prend les habits de moine de l'abbaye de Cluny.

## Jeunesse
Thurstan naît vers 1070 dans la région du Bessin en Normandie. Il est le fils de Popelina et d'un chanoine de la cathédrale Saint-Paul à Londres nommé Anger, Auger ou Ansgar. Avant 1104, son père se voit confier la prébende de Cantlers par Maurice, évêque de Londres, et toute la famille se rend en Angleterre. Son frère, Audoen, devient plus tard évêque d'Évreux,,,.

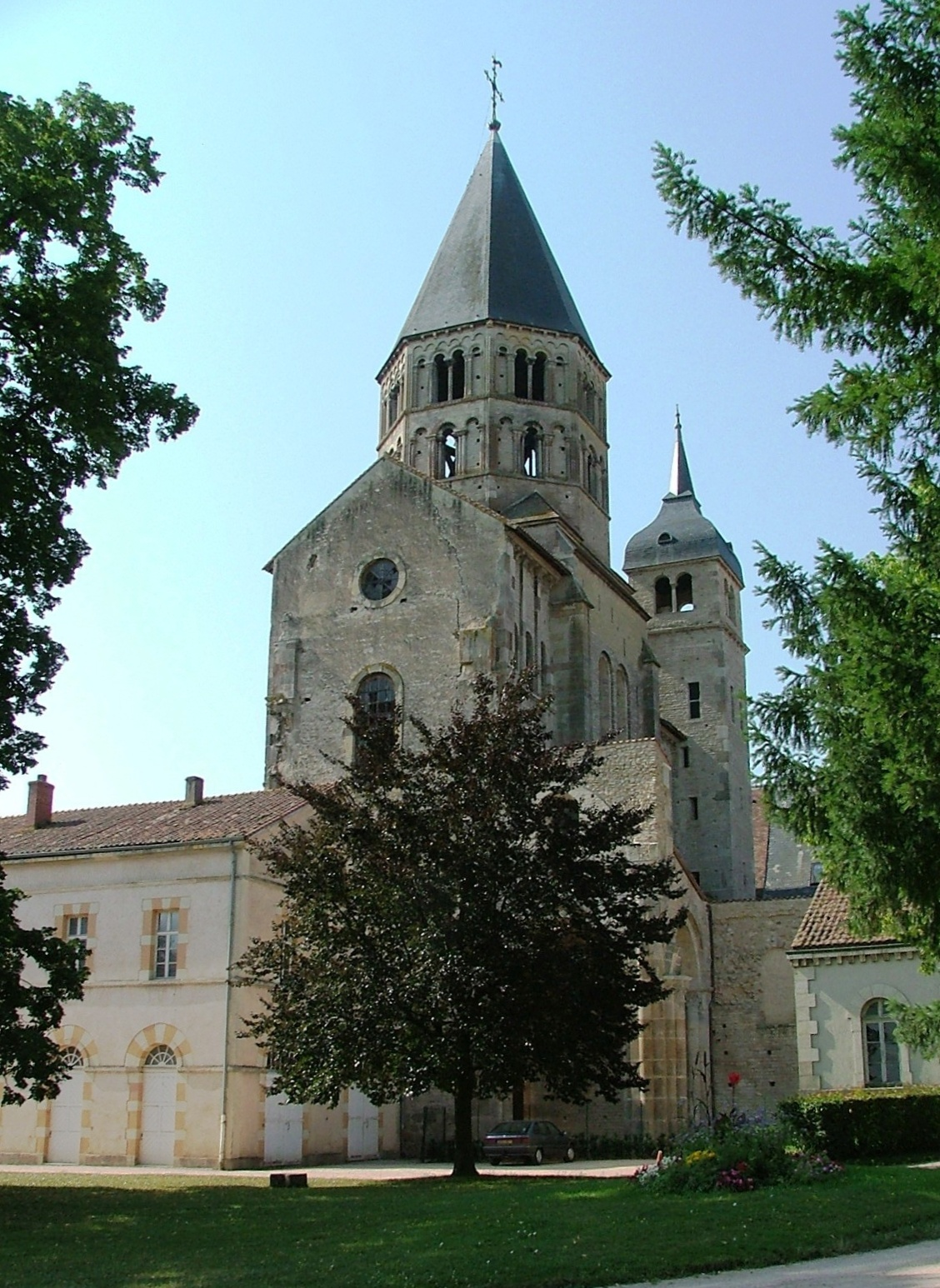
L'abbaye de Cluny, que Thurstan a visité et dont il a fait le vœu d'en devenir moine.

Tôt dans sa carrière, Thurstan est responsable de l'administration de la prébende de Consumpta dans le diocèse de Londres, et il entre au service de Guillaume II puis d'Henri Ier en tant que clerc du roi. À cette époque, il visite Cluny, et il émettra plus tard le souhait de devenir moine dans cette abbaye. Thurstan devient également aumônier d'Henri, et c'est ce dernier qui obtient son élection comme archevêque d'York en août 1114. Il est ordonné diacre en décembre 1114 et prêtre le 6 juin 1115 par Rainulf Flambard, qui est alors évêque de Durham.

## Controverse et exil

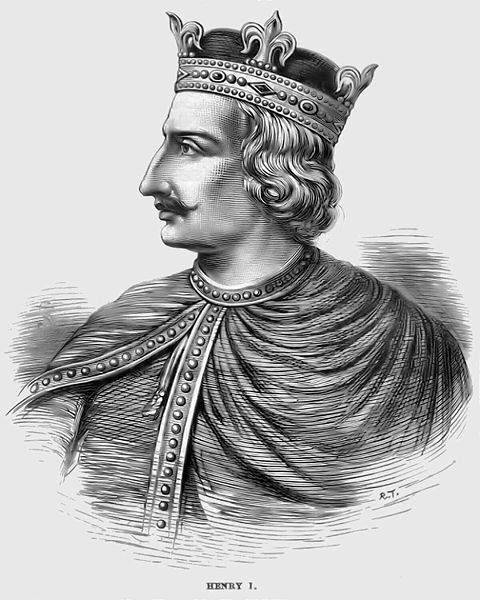
Henri Ier d'Angleterre, portrait issu de lHistoire d'Angleterre de Cassell en 1902.

L'archevêque de Cantorbéry, Ralph d'Escures, refuse de consacrer Thurstan tant que ce nouvel élu n'a pas prêté serment de se soumettre à Cantorbéry. Il s'agit en fait d'un nouvel épisode d'un long conflit qui oppose Cantorbéry et York, débuté en 1070. Thurstan refuse de se soumettre, et demande au roi la permission de se rendre à Rome pour consulter le Pape Pascal II à ce propos. Henri Ier ne l'autorise pas à faire ce voyage, mais même sans appel personnel de la part de Thurstan, Pascal II statue en sa faveur. Lors du concile de Salisbury en 1116, le roi anglais ordonne à Thurstan de se soumettre à Cantorbéry, mais plutôt que d'obéir, Thurstan démissionne publiquement. Alors qu'il est en route pour le concile, Thurstan reçoit des lettres de Pascal II qui soutiennent la cause d'York, et l'autorisent à être consacré sans prêter serment. Le Pape envoie des lettres similaires à Ralph d'Escures lui ordonnant, en tant qu'archevêque de Cantorbéry, de consacrer Thurstan. Lorsque ces lettres deviennent publiques, il est de nouveau considéré comme l'archevêque et sa démission est oubliée.
Durant les trois années qui suivent, les nouveaux papes, Gélase II et Calixte II soutiennent également Thurstan, et le 19 octobre 1119 il est finalement consacré par Calixte à Reims,. Calixte avait auparavant promis à Henri Ier qu'il ne consacrerait pas Thurstan sans sa permission, qui ne lui a pourtant jamais été donnée. Contrarié, le roi refuse d'autoriser Thurstan à rentrer en Angleterre, et Thurstan reste quelque temps sur le continent en compagnie du nouveau pape. Alors qu'il voyage avec le pape, il rend visite à Adèle de Blois, la sœur du roi Henri, qui est également sa sœur spirituelle. À la même époque, Calixte émet deux bulles en faveur de Thurstan, une qui défait York de la suprématie de Cantorbéry pour toujours, et l'autre demandant au roi d'autoriser Thurstan à retourner à York. Le pape menace l'Angleterre d'un interdit si sa bulle n'est pas prise en compte. Finalement, les amis de Thurstan, dont Adèle, finissent par le réconcilier avec Henri, et il rejoint le roi en Normandie. À Pâques 1120, il escorte Adèle au monastère de Marcigny, lorsqu'elle se retire des affaires actives. Il est rappelé en Angleterre au début de l'année 1121.

## Archevêque
Une des principales faiblesses de l'archevêché d'York est son manque d'évêques suffragants. Thurstan entreprend de recréer l'évêché de Galloway, ou Whithorn, en 1125. Il est possible qu'il ait trouvé un compromis avec Fergus de Galloway qui règne sur la région, dans ce qui est maintenant l'Écosse. Ainsi, Thurstan s'assure un nouveau suffragant, et Fergus obtient un évêque dans son territoire, où les affaires religieuses étaient auparavant gérées par les évêques écossais. Le premier évêque est un natif de la région, Gilla Aldan. Cela provoque la colère de Wimund, évêque des Îles, qui avait précédemment juridiction sur Galloway, mais il ne parvient pas à remettre en cause cet évêché. Cet évêque supplémentaire est d'une importance capitale dans la lutte entre York et Cantorbéry quant à la primauté, qui est principalement une bataille de prestige entre les deux sièges. Le nombre d'évêques dépendant de chacun est un important facteur pour faire la réputation de l'un ou l'autre des sièges. En 1133, Thurstan, qui a reçu l'autorisation papale de fonder un nouveau diocèse, consacre Æthelwold au diocèse de Carlisle.
Thurstan refuse d'accepter que le nouvel archevêque de Cantorbéry, Guillaume de Corbeil, soit son supérieur, et ne le consacre pas. Le conflit entre les deux hommes se poursuit, et ils se rendent tous les deux à Rome par deux fois pour soutenir leur position devant le pape. En 1126, le pape Honorius II prend une décision en faveur d'York. Il appuie sa décision sur le fait que les documents de Cantorbéry sont vraisemblablement contrefaits.

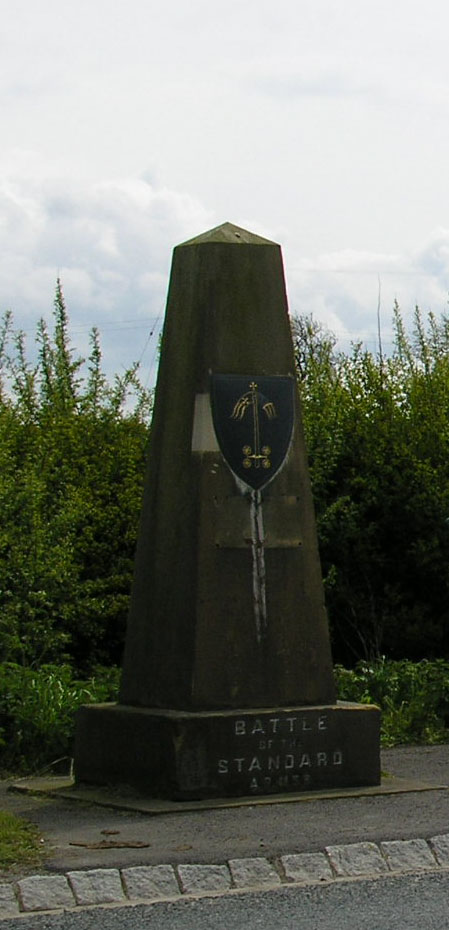
Monument sur le site de la bataille de l'Étendard, où les troupes de Thurstan ont défait les Écossais.

Thurstan prend le parti d'Étienne d'Angleterre après la mort d'Henri en 1135, et apparaît à la première cour de celui-ci à Pâques au palais de Westminster. Thurstan négocie une trêve à Roxburgh en 1138 entre Anglais et Écossais. C'est également lui qui rassemble l'armée qui défait les Écossais à la bataille de l'Étendard le 22 août 1138 près de Northallerton,. Thurstan ne prend pas directement part à la bataille, mais crée l'étendard qui a donné son nom à la bataille, en mettant un mât de bateau dans une charrette et portant haut la bannière de Saint-Pierre d'York, Saint Jean de Beverley, et Saint Wilfrid de Ripon sur ce mât. Les Écossais avaient envahi le pays dans l'idée d'aider Mathilde l'Emperesse, la fille d'Henri Ier et la rivale d'Étienne, à monter sur le trône d'Angleterre. Le 21 janvier 1140 Thurstan démissionne de sa fonction et entre dans l'ordre des clunisiens à Pontefract (dans l'actuel Yorkshire de l'Ouest) et y meurt le 6 février 1140. Il est enterré dans l'église de Pontefract.

## Héritage
Thurstan a donné des terres à plusieurs églises de son diocèse et fondé divers établissements religieux. Il fonde la première abbaye du Yorkshire, le couvent Saint Clément, entre 1125 et 1133 Il a aussi aidé à la fondation de l'abbaye cistercienne de Fountains en offrant le site aux moines qui avaient été expulsés de l'abbaye Sainte-Marie d'York. Thurstan a, à plusieurs reprises, aidé l'ermite Christina de Markyate et tenté de la persuader de devenir la mère supérieure du couvent de Saint Clément. Il est le patron du prieuré augustin de Hexham, fondé par son prédécesseur à York, et il a participé à la fondation du prieuré de Bridlington, un autre établissement augustin. C'est un réformiste sincère, qui s'oppose à l'élection d'hommes qui ne conviennent pas à des fonctions épiscopales. Quand le pape Innocent II demande à Thurstan ce qu'il pense de l'élévation d'Anselm de Saint Saba, qui était abbé de Bury Saint Edmunds, à la fonction d'évêque de Londres, Thurstan réplique que « si l'on considère sa vie et sa réputation, il conviendrait mieux de lui retirer sa fonction d'abbé plutôt que de le promouvoir évêque de Londres ». Anselm est toutefois confirmé dans ses nouvelles fonctions.
Le neveu de Thurstan est Osbert de Bayeux, qui devient archidiacre d'York, et est accusé en 1154 du meurtre de Guillaume d'York, un des successeurs de Thurstan à York.